# Vườn quốc gia Qausuittuq
Vườn quốc gia Qausuittuq (phát âm Qow-soo-ee-tooq, từ Inuktitut có nghĩa là nơi mặt trời không mọc) là một vườn quốc gia nằm ở phía tây bắc đảo Bathurst ở Nunavut. Nó được thành lập vào ngày 1 tháng 9 năm 2015, trở thành vườn quốc gia thứ 45 của Canada.
Vườn quốc gia nằm ở phía bắc của Khu bảo tồn động vật hoang dã Quốc gia Polar Bear Pass, khu vực đại diện cho khu vực tự nhiên phía Tây vùng núi cao Bắc Cực, một trong 39 khu vực tự nhiên được xác định bởi Cục Công viên Quốc gia Canada. Qausuittuq bao gồm phần lớn vùng núi cao của Quần đảo Bắc Cực bao gồm Quần đảo Nữ hoàng Elizabeth, bán đảo Grinnell trên đảo Devon nhưng không bao gồm đảo Ellesmere và Axel Heiberg. Vườn quốc gia bảo vệ môi trường sống cho loài Tuần lộc Bắc Cực đang nguy cấp.

## Lịch sử
Các nghiên cứu khảo cổ học ở khu vực đảo Bathurst cho thấy con người sử dụng không thường xuyên vùng đất tại đây trong 4500 năm qua từ thời tiền sử cũng như trong thời gian văn hóa Dorset và Thule Inuit. Sự hiện diện của con người thay đổi để thích nghi với những thay đổi về khí hậu, băng tuyết bao phủ và sự sẵn có tương ứng của các loài động vật hoang dã phục vụ cho cuộc sống. Con người chủ yếu sinh sống ở phía nam và phía đông của đảo Bathurst, chứ không phải trong khu vực vườn quốc gia hiện tại.
Khu vực này được khám phá bởi các cuộc thám hiểm của Hải quân Anh vào giữa thế kỷ thứ XIX, chủ yếu là những người liên quan đến việc tìm kiếm chuyến thám hiểm Franklin bị mất tích. Thăm dò khu vực tiếp tục rải rác, bao gồm các nghiên cứu khoa học và thương mại bắt đầu từ những năm 1960.
Cộng đồng dân cư tại Resolute, Nunavut trên đảo Cornwallis, nằm về phía đông nam của vườn quốc gia được thành lập vào năm 1953. Những người Inuit sống tại đó sử dụng đất đai và vùng biển của đảo Bathurst để săn bắt và câu cá.
Một nghiên cứu khả thi về vườn quốc gia được bắt đầu vào năm 1994, trong đó có đánh giá tài nguyên năng lượng và khoáng sản. Báo cáo này được công bố vào năm 1999 và nghiên cứu tính khả thi tổng thể vườn quốc gia đã được ký kết vào năm 2000. Các vùng đất phía bắc đảo Bathurst lần đầu tiên được đưa ra nhằm mục đích thành lập một vườn quốc gia vào năm 1996. Năm 2009, cục Công viên Quốc gia Canada tham gia đàm phán với các cộng đồng dân cư có liên quan chặt chẽ nhất với vườn quốc gia đề xuất liên quan đến việc thiết lập một Hiệp định về Quyền lợi và Ảnh hưởng Inuit (IIBA) cho việc thành lập vườn quốc gia này. Trong năm 2015, Chính phủ liên bang đã dự thảo một dự luật để thành lập vườn quốc gia, và được chấp thuận vào ngày 24 tháng 6. Dự luật quy định rằng, nó sẽ có hiệu lực vào ngày chấp thuận hoặc vào ngày 1 tháng 9 năm 2015 tùy theo điều kiện. Với việc chấp thuận được đưa ra vào tháng 6, Qausuittuq chính thức được thành lập vào ngày 1 tháng 9. Tên đề xuất ban đầu là "Vườn quốc gia Tuktusiuqvialuk". Tên Qausuittuq được chọn thông qua một cuộc thi diễn ra tại địa phương. Vườn quốc gia Qausuittuq được mở cửa cho công chúng tham quan và nhận được những lượt khách tới đây đầu tiên vào năm 2016.

## Địa chất và khí hậu
Địa chất tại vườn quốc gia chủ yếu gồm các đá trầm tích như đá vôi, sa thạch và dolomit. Khu vực này đã bị băng hà trong quá khứ, bằng chứng là các dạng địa hình gợn sóng, moraine và bậc thang. Khu vực này thường là những ngọn đồi.
Về khí hậu, hòn đảo Bathurst có khí hậu khô lạnh. Nó nằm tại vùng trung tâm của khí hậu vùng cực mát mẻ và gần như các đảo thấp ở khu vực phía tây bắc và bắc trung tâm của quần đảo Nữ hoàng Elizabeth không thể cản được. Nhiệt độ trung bình từ -35 °C trong tháng 1 và cao nhất đạt 5 °C trong tháng 7. Lượng mưa hàng năm chỉ đạt dưới 130 mm.

## Động thực vật
Khí hậu khắc nghiệt hạn chế việc phát triển và dinh dưỡng đất, do đó thảm thực vậtn tại đây hạn chế. Vùng này có sự đa dạng thực vật có mạch bậc thấp và được chi phối bởi các loài cây thân thảo. Một số loài có thể kể đến tai hùm, liễu lùn, cói, cỏ, địa y và rêu.
Động vật hoang dã trên cạn thích nghi với môi trường này bao gồm tuần lộc Bắc Cực, bò xạ hương, sói Bắc Cực, cáo Bắc Cực, gấu Bắc Cực và các loài chim như cú tuyết, ngỗng tuyết, vịt nhung vua, chim hải tặc cũng như nhiều loài mòng biển và chim lội. Các loài động vật có vú biển trong khu vực đa dạng bao gồm hải cẩu đeo vòng, hải cẩu râu, hải tượng, cá voi đầu cong, cá voi trắng và kỳ lân biển.